# Tomakomai
Tomakomai (苫小牧市; -shi) é uma cidade com porto marítimo, no Japão, localizada na subprovíncia de Iburi, na província de Hokkaido.
Em 2003 a cidade tinha uma população estimada em 171 749 habitantes e uma densidade populacional de 306,09 h/km². Tem uma área total de 561,10 km².

Recebeu o estatuto de cidade a 1 de Abril de 1948.

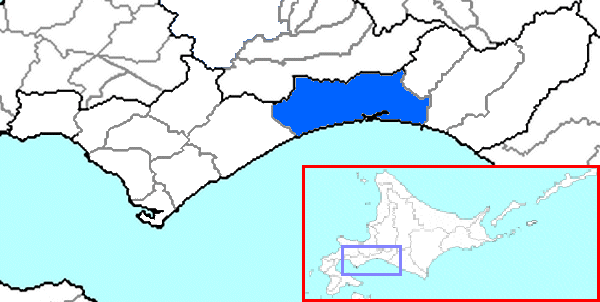